# Доній Чемеховець
Доній Чемеховець (хорв. Donji Čemehovec) — населений пункт у Хорватії, у Загребській жупанії у складі громади Дубравиця.

## Населення
Населення за даними перепису 2011 року становило 38 осіб.
Динаміка чисельності населення поселення:

## Клімат
Середня річна температура становить 10,03 °C, середня максимальна – 23,99 °C, а середня мінімальна – -6,30 °C. Середня річна кількість опадів – 1044 мм.
| Клімат поселення                              | Клімат поселення | Клімат поселення | Клімат поселення | Клімат поселення | Клімат поселення | Клімат поселення | Клімат поселення | Клімат поселення | Клімат поселення | Клімат поселення | Клімат поселення | Клімат поселення | Клімат поселення |
| Показник                                      | Січ.             | Лют.             | Бер.             | Квіт.            | Трав.            | Черв.            | Лип.             | Серп.            | Вер.             | Жовт.            | Лист.            | Груд.            |                  |
| Середній максимум, °C                         | 5,67             | 7,74             | 11,87            | 16,22            | 21,02            | 23,99            | 23,39            | 22,89            | 18,94            | 13,85            | 8,09             | 4,34             |                  |
| Середня температура, °C                       | −0,32            | 1,76             | 5,88             | 10,24            | 15,04            | 18,00            | 19,74            | 19,25            | 15,30            | 10,21            | 4,47             | 0,69             |                  |
| Середній мінімум, °C                          | −6,3             | −4,22            | −0,1             | 4,28             | 9,05             | 12,02            | 16,10            | 15,62            | 11,66            | 6,57             | 0,83             | −2,94            |                  |
| Норма опадів, мм                              | 52               | 54               | 71               | 74               | 89               | 123              | 97               | 98               | 107              | 102              | 103              | 74               |                  |
| Середньомісячна швидкість вітру, м/с          | 1.60             | 1.76             | 2.14             | 2.10             | 2.00             | 1.80             | 1.70             | 1.60             | 1.50             | 1.56             | 1.67             | 1.62             |                  |
| Середньомісячна сонячна радіація, кДж/м²·день | 4055             | 6807             | 10426            | 14801            | 18804            | 20627            | 21434            | 18764            | 13730            | 8512             | 4474             | 3213             |                  |
| --------------------------------------------- | ---------------- | ---------------- | ---------------- | ---------------- | ---------------- | ---------------- | ---------------- | ---------------- | ---------------- | ---------------- | ---------------- | ---------------- | ---------------- |
| Джерело:                                      |                  |                  |                  |                  |                  |                  |                  |                  |                  |                  |                  |                  |                  |